# 1512 год в науке
В 1512 году произошли различные научные и технологические события, некоторые из которых представлены ниже.

## События
- Мартин Вальдземюллер изобрёл и описал первый теодолит (который назвал «полиметрум»)[1][2].
- Антониу де Абреу открыл остров Тимор, архипелаг Банда и остров Серам.
- Франсишку Серран достиг Молуккских островов.
- Хуан Понсе де Леон открыл Теркс и Кайкос.
- Педру ди Машкареньяш открыл Диего-Гарсия и достиг (открытого ранее) острова Маврикий.

## Публикации
- Иероним Брауншвейгский в трактате «Liber de arte distillandi de compositis» описывает лекарственные травы и конструкцию аппаратов для их обработки.
- Шарль де Бовель: «Physicorum elementorum libri decem».
- Жуан де Ортега: «Tractado subtilisimo d'arithmetica y de geometria».

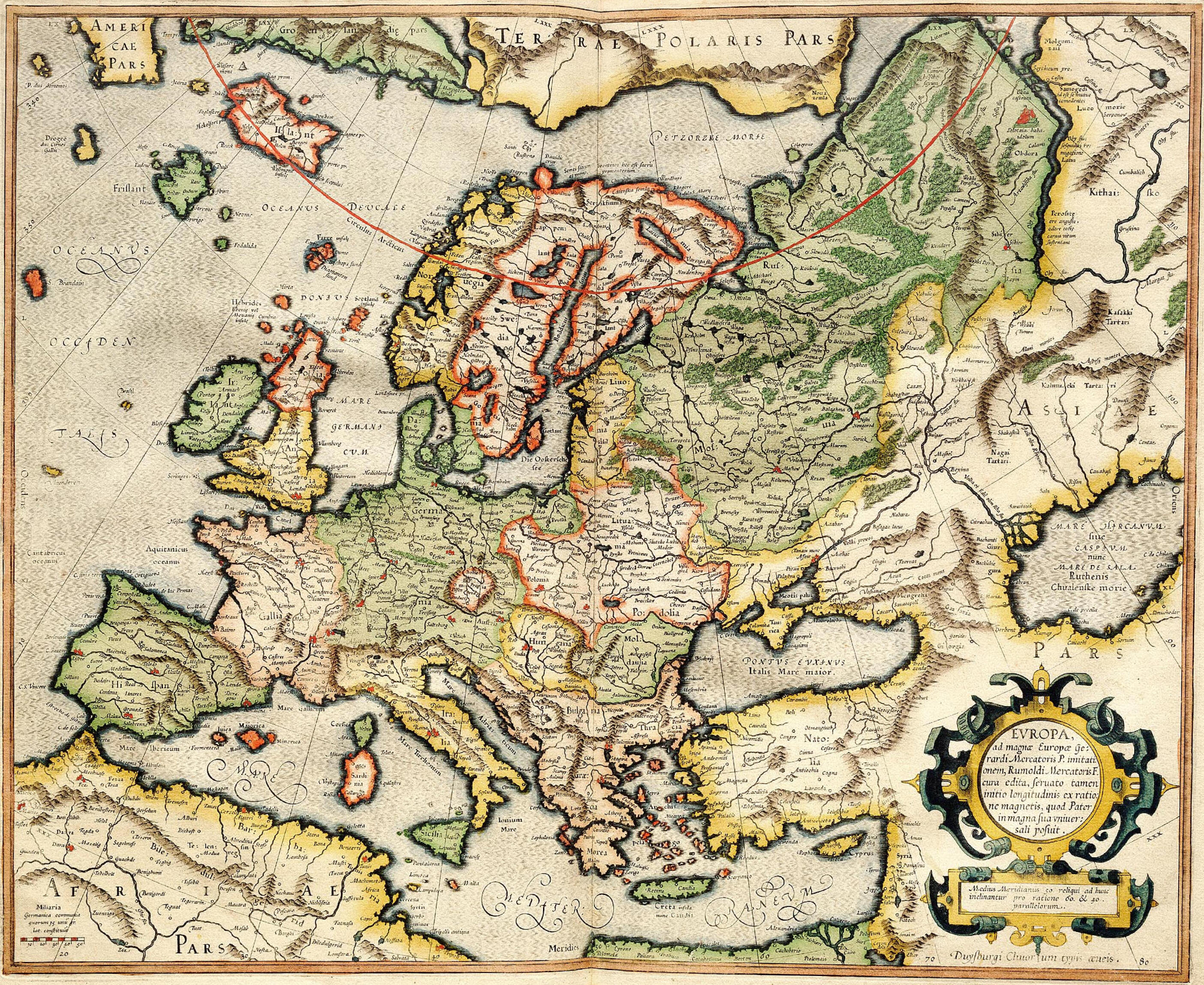
Карта Европы из атласа Меркатора

## Родились
См. также: Категория:Родившиеся в 1512 году
- 5 марта — Герард Меркатор, фламандский картограф (умер в 1594 году).
- (примерная дата года ) 
  - Роберт Рекорд, валлийский математик и врач (умер в 1558 году)[3].
  - Луиджи Ангвиллара, итальянский ботаник (умер в 1570 году).

## Скончались
См. также: Категория:Умершие в 1512 году
- 22 февраля — Америго Веспуччи, итальянский исследователь (род. в 1454 году),
- 2 августа — Алессандро Акиллини, итальянский анатом (род. в 1463 году),